# 李宝莲
李宝莲（1963年3月8日—），祖籍云南，生于缅甸，归国华侨，中国女子标枪运动员。

## 生平
1963年，李宝莲生于缅甸，1968年随父母回到中国，在潞西县芒市华侨农场遮相分场定居，1970年进入遮相小学读书。1975年选入德宏州少体校篮球班学习训练，1976年选入潞西县少年田径乙组队员，改练投掷项目，1977年4月选入云南省工体队，1980年达到国家健将级运动员，同年6月在青岛全国田径单项比赛拿到金牌，12月入选国家队。1982年考入北京体育学院，1983年在第五届全国运动会预选赛获得第一，但在9月的正式比赛中失利。1983年5月，北京地区优秀运动员比赛，李宝莲以64.92米打破亚洲女子标枪记录。1986年亚洲运动会，以59.36米获得女子标枪金牌。1987年第六届全国运动会，以65.50米获得金牌，再次打破亚洲女子标枪记录。1988年作为中华人民共和国体育代表团成员，前往韩国参加第二十四届夏季奥林匹克运动会。退役后担任云南省体委体工大队标枪教练。:513-514